# 尼瑟達爾
尼瑟達爾（挪威語：Nissedal）是挪威泰勒马克郡的市镇，行政中心为特雷翁恩村。市镇面积为905平方公里，人口数量为1,442人（2023年），人口密度为每平方公里1.8人。